# Publio Metilio Nepote (cónsul 103)
Publio Metilio Nepote (en latín: Publius Metilius Nepos) fue un senador romano que vivió a finales del siglo I y principios del siglo II y desarrolló su cursus honorum bajo los reinados de Domiciano, Nerva, Trajano, y Adriano. 

## Familia
Era hijo de Publio Metilio Sabino Nepote, cónsul sufecto en el año 91 y gobernador de Britania entre los años 95 y 97. Se casó con una mujer llamada Poncia, y Publio Metilio Secundo, Cónsul Sufecto en el año 124, fue su hijo.

## Carrera política
Su primer cargo conocido fue el de cónsul sufecto en el año 103 junto a Quinto Bebio Macer. Después, fue legado imperial de una provincia romana entre los años 105 y 106, pero no se sabe cuál, porque aparece como "maximia provincia" en latín, posiblemente fue una de las dos Germanias, cuyos gobernadores en esa época se desconocen. Según una carta de Plinio el Joven, Nepote siempre llevaba sus obras literarias consigo.
En el año 128, ya bajo Adriano, fue nombrado para un nuevo consulado sufecto, pero murió antes de asumir el cargo.